# فاناسانا
فاناسانا (به لاتین: Fanasana) یک منطقهٔ مسکونی در ماداگاسکار است که در آتسینانانا واقع شده‌است. فاناسانا ۵٬۳۱۲ نفر جمعیت دارد.